# Tensor de dos puntos
Un tensor de dos puntos (o también vector doble), es un elemento similar a un tensor que se transforman como un vector con respecto a cada uno de sus índices. Se utiliza en mecánica de medios continuos para pasar desde las coordenadas de referencia iniciales ("material") a las coordenadas del estado del sólido en un momento dado ("configuración"). Ejemplos de su utilización incluyen la teoría de la deformación finita y el primer tensor de tensión de Piola-Kirchhoff.
Como ocurre con muchas aplicaciones tensoriales se les suele aplicar el convenio de suma de Einstein. Para aclarar su notación, a menudo se utilizan índices con letras mayúsculas para indicar las coordenadas de referencia y con letras minúsculas para las coordenadas de estado. Por lo tanto, un tensor de dos puntos tendrá un índice en mayúscula y otro en minúscula; por ejemplo, AjM.

## Mecánica continua
Un tensor convencional puede verse como una transformación de vectores en un sistema de coordenadas a otros vectores en el mismo sistema de coordenadas. Por el contrario, un tensor de dos puntos transforma vectores de un sistema de coordenadas a otro sistema de coordenadas. Es decir, un tensor convencional
{\displaystyle \mathbf {Q} =Q_{pq}(\mathbf {e} _{p}\otimes \mathbf {e} _{q})},
de forma que se transforma activamente un vector u en un vector v tal que
{\displaystyle \mathbf {v} =\mathbf {Q} \mathbf {u} }
donde v y u se miden en el mismo espacio y su representación de coordenadas es con respecto a la misma base (denotada por la "e").
Por el contrario, un tensor de dos puntos, G, se escribe como
{\displaystyle \mathbf {G} =G_{pq}(\mathbf {e} _{p}\otimes \mathbf {E} _{q})}
y transforma un vector, U definido en el sistema E, en un vector, v definido en el sistema e como
{\displaystyle \mathbf {v} =\mathbf {GU} }.

## Ley de transformación de un tensor de dos puntos
Supóngase que se tienen dos sistemas de coordenadas, uno denotado con una comilla y el otro no, y las componentes de un vector se transforman entre ellos como
{\displaystyle v'_{p}=Q_{pq}v_{q}}.
Para tensores, supóngase que se tiene que
{\displaystyle T_{pq}(e_{p}\otimes e_{q})}.
un tensor en el sistema {\displaystyle e_{i}}. En otro sistema, sea el mismo tensor dado por
{\displaystyle T'_{pq}(e'_{p}\otimes e'_{q})}.
Se puede decir que
{\displaystyle T'_{ij}=Q_{ip}Q_{jr}T_{pr}}.
Entonces
{\displaystyle T'=QTQ^{\mathsf {T}}}
es la transformación tensorial habitual. Pero un tensor de dos puntos entre estos sistemas es simplemente
{\displaystyle F_{pq}(e'_{p}\otimes e_{q})}
que se transforma como
{\displaystyle F'=QF}.

## Ejemplo
El ejemplo más sencilla de un tensor de dos puntos es el tensor de transformación, el Q en el párrafo anterior. Teniendo en cuenta que
{\displaystyle v'_{p}=Q_{pq}u_{q}}.
Ahora, escribiendo en su totalidad,
{\displaystyle u=u_{q}e_{q}}
y también
{\displaystyle v=v'_{p}e'_{p}}.
Esto entonces requiere que Q tenga la forma
{\displaystyle Q_{pq}(e'_{p}\otimes e_{q})}.
Por definición de producto tensorial,
| {\displaystyle (e'_{p}\otimes e_{q})e_{q}=(e_{q}.e_{q})e'_{p}=3e'_{p}} | \| \| \| \| \| \| \| \| | (1) |
|                                                                        |                         |     |
|                                                                        |                         |     |

Entonces se puede escribir
{\displaystyle u_{p}e_{p}=(Q_{pq}(e'_{p}\otimes e_{q}))(v_{q}e_{q})}
De este modo
{\displaystyle u_{p}e_{p}=Q_{pq}v_{q}(e'_{p}\otimes e_{q})e_{q}}
Incorporando (1), se obtiene que
{\displaystyle u_{p}e_{p}=Q_{pq}v_{q}e_{p}}.